# Sól (Silésie)
Pour les articles homonymes, voir Sól.
Sól est une localité polonaise de la gmina de Rajcza, située dans le powiat de Żywiec en voïvodie de Silésie.